# Suchodółka
Suchodółka est une localité polonaise de la gmina d'Ożarów, située dans le powiat d'Opatów en voïvodie de Sainte-Croix.